# Pegadingan (Cipari)
Pegadingan is een bestuurslaag in het regentschap Cilacap van de provincie Midden-Java, Indonesië. Pegadingan telt 4196 inwoners (volkstelling 2010).